# Trichophaga mormopis
Trichophaga mormopis là một loài bướm đêm thuộc họ Tineidae. It is widely distributed from Africa to Ấn Độ, Sri Lanka, Malaya, Đài Loan và Fiji. Nó được ghi chép lần đầu từ Hawaii năm 1944.
Sải cánh dài 6–8 mm.
Ấu trùng ăn nhiều loài chết, bao gồm da, lông, đồ bông vải và đồ da.